# 汤姆·布鲁斯特
汤姆·布鲁斯特（英語：Tom Brewster，1974年4月10日—），生于圣安德鲁斯，苏格兰男子冰壶运动员。他曾代表英国参加2014年冬季奥林匹克运动会冰壶比赛，获得一枚银牌。